# Pozo de visita

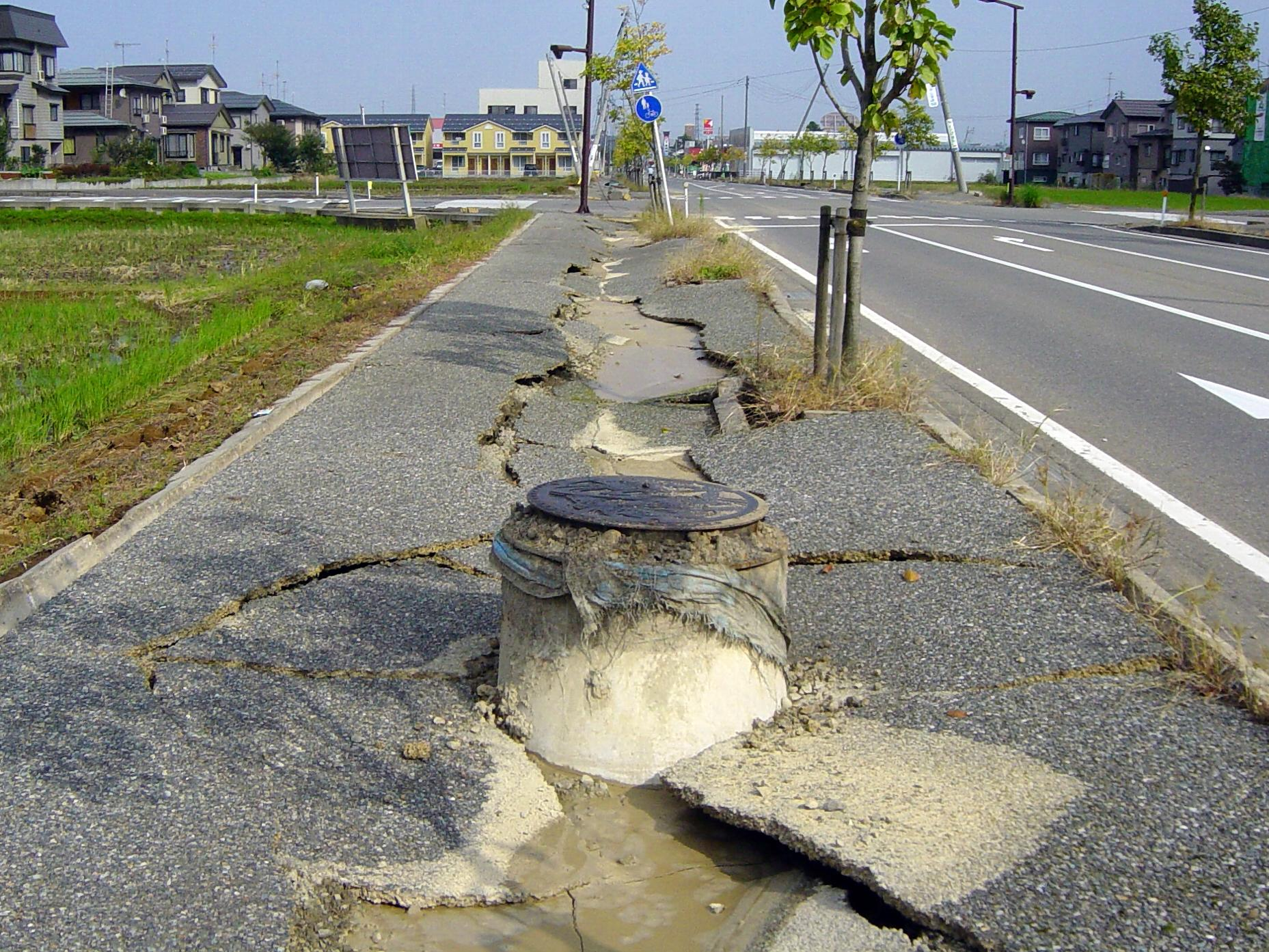
El terremoto de Chuetsū de 2004 provocó la licuefacción de suelo y elevó este pozo de visita

Un pozo de visita (también, pozo de registro o cámara de inspección) es un elemento de la infraestructura urbana que permite el acceso, desde la superficie, a diversas instalaciones subterráneas de servicios públicos: tuberías de sistemas de alcantarillado, redes de distribución de energía eléctrica, teléfonos o gas natural.

## Descripción

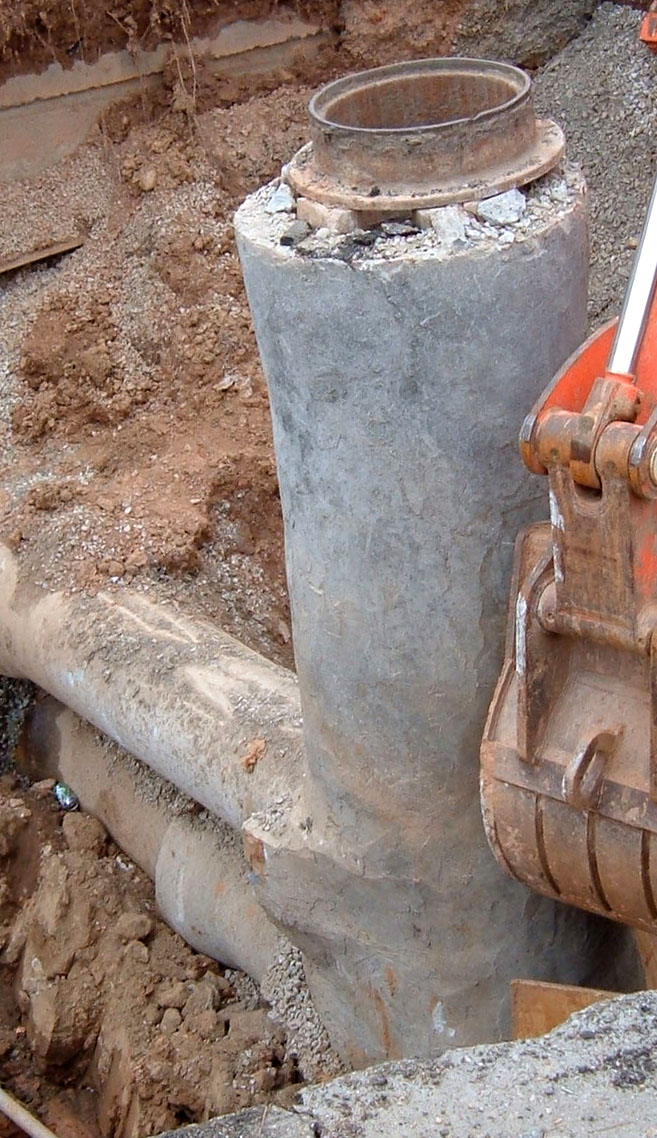
Un pozo de visita expuesto durante una obra

El pozo de visita cumple dos funciones:
- Facilita el acceso necesario para realizar tareas de inspección, mantenimiento y reparación de las infraestructuras subterráneas.
- Permite la ventilación de las redes de alcantarillado, evitando la acumulación de gases tóxicos y potencialmente explosivos.

El ingreso está protegido por una tapa de registro, construida con hierro fundido, hormigón o plástico reforzado con vidrio. Si el pozo es muy profundo, se instala una escalera adosada a la pared. La sección vertical se denomina chimenea y suele estar construida con módulos prefabricados de hormigón armado, aunque también puede hacerse in situ. En todos los casos las paredes tiene un espesor de entre 10 y 20 cm.

### Tipos de pozo de visita
En las redes de desagües pluviales, se instala un pozo de visita con caída de desagüe o pozo de resalto cuando se conectan dos tuberías, con una diferencia de altura mayor a 600 mm. Este tipo de pozo tiene la particularidad de contar con un deflector para regular la caída de agua y se construyen con losa de granito.
También se instalan pozos (llamados pozos de acometida) en las uniones de conductos de distintos materiales y en las conexiones con imbornales. Para retener los sólidos que circulan por la red de saneamiento se utiliza el pozo arenero, que está diseñado con una solera a mayor profundidad que los conductos.
En algunos lugares, los pozos de visita se utilizan para ingresar materiales y máquinas a las instalaciones subterráneas; en esos casos se emplean losas de hormigón removibles, para tener una boca de acceso de mayores dimensiones.

## Imágenes

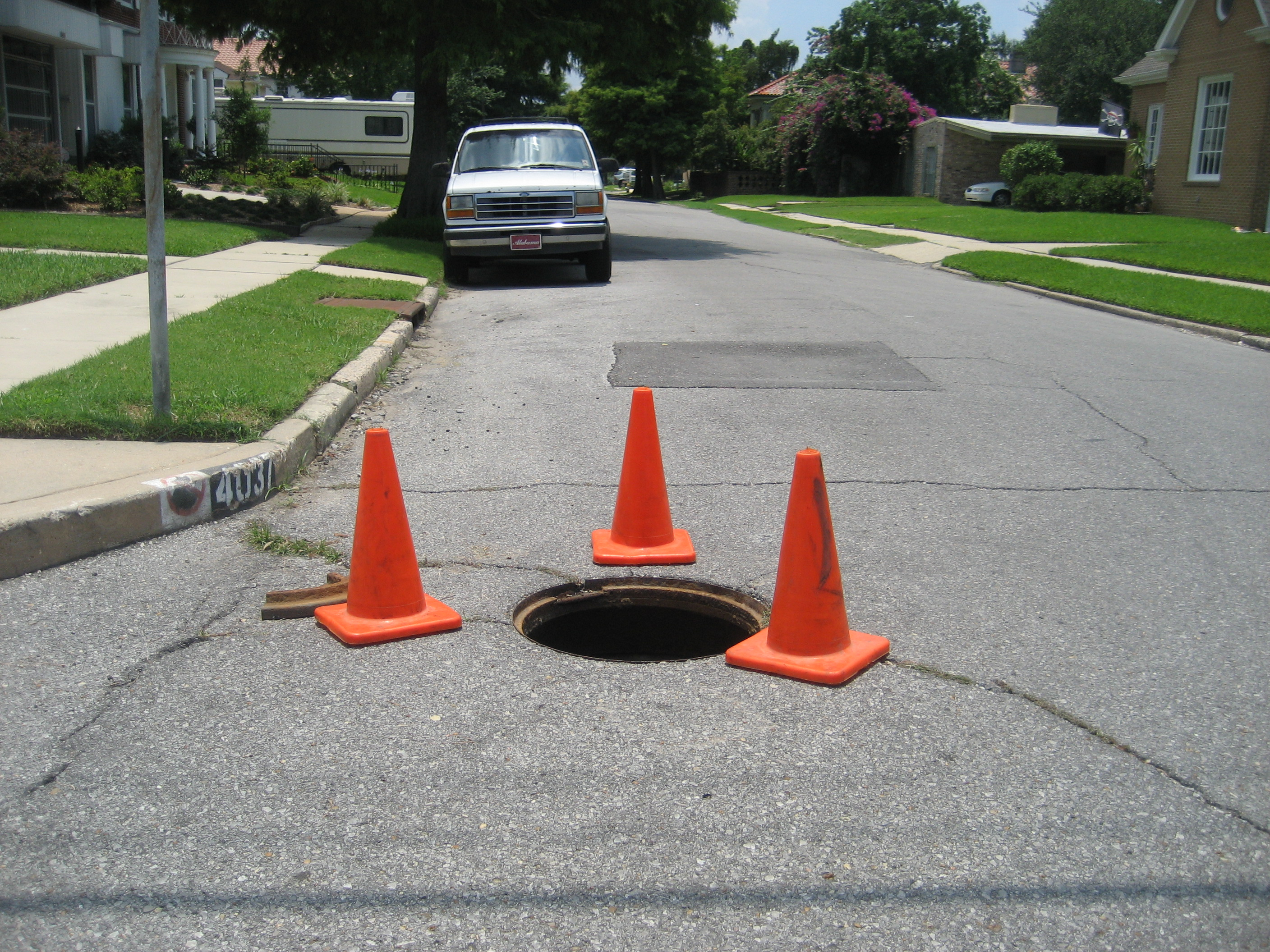
Trabajos en un pozo de visita señalizado
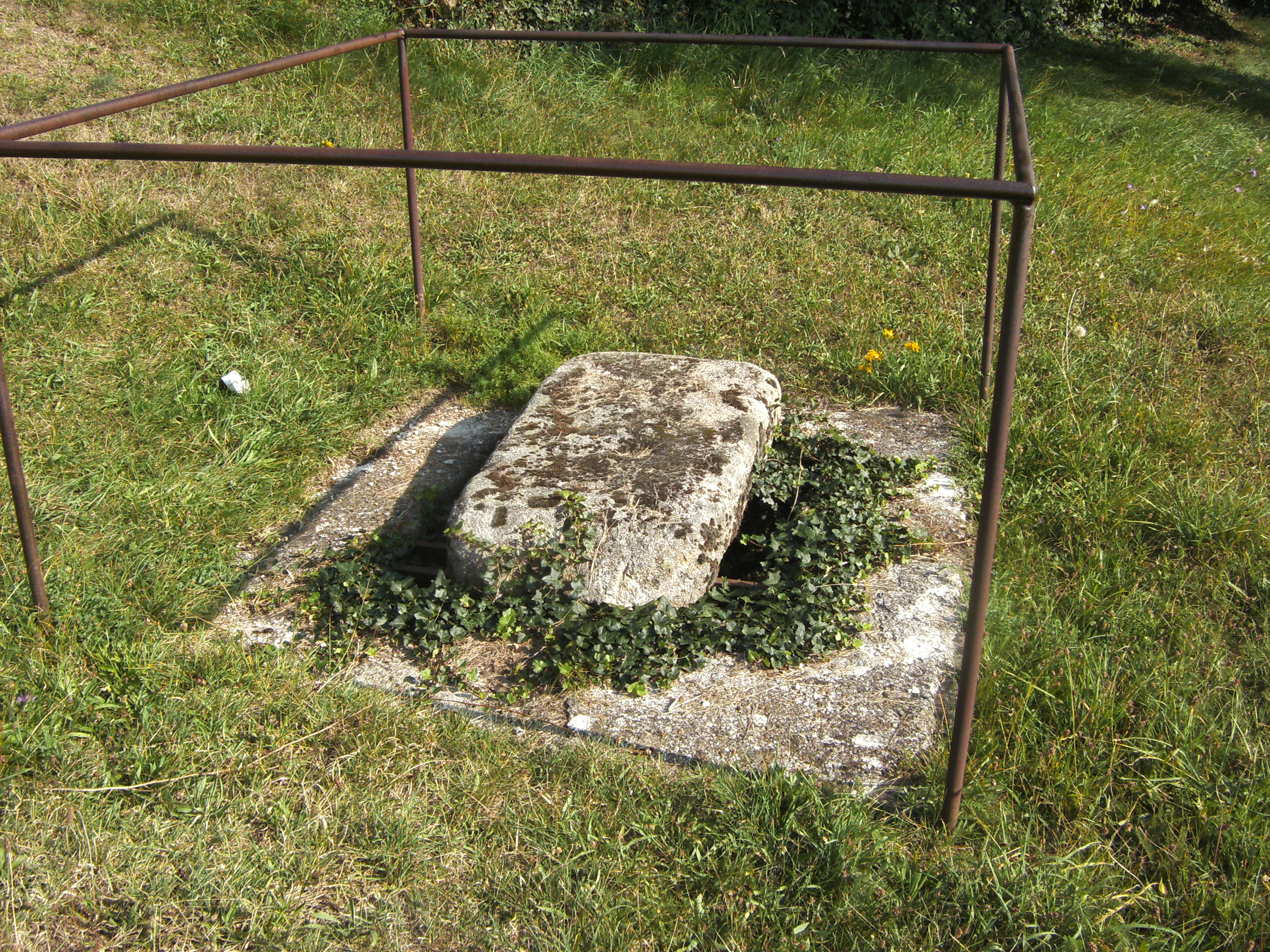
Pozo de visita del acueducto del Gier  del siglo I, en Francia
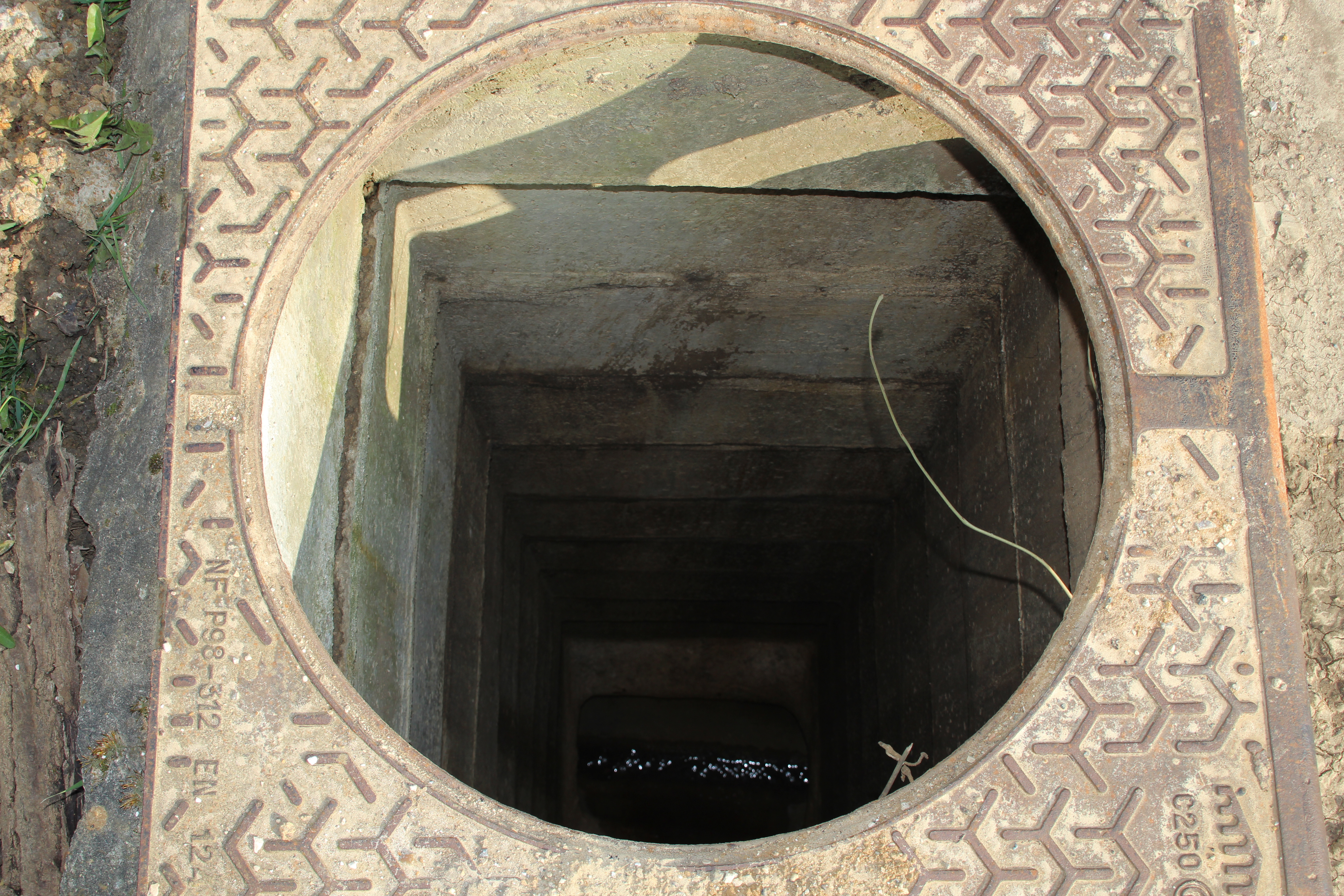
Pozo de visita en Villebon-sur-Yvette (Francia)